# Oripoda trilabiata
Oripoda trilabiata är en kvalsterart som beskrevs av Hammer 1961. Oripoda trilabiata ingår i släktet Oripoda och familjen Oripodidae. Inga underarter finns listade i Catalogue of Life.